# Jardin des Abbesses
Ne doit pas être confondu avec Jardin des Abbesses (Caen).
Le jardin des Abbesses est un espace vert du le 18e arrondissement de Paris.

## Situation et accès
Il est situé passage des Abbesses, à Montmartre, dans la continuité du square Jehan-Rictus, espace vert plus grand et connu car accessible directement depuis la place des Abbesses. L'entrée du jardin des Abbesses se fait par le passage des Abbesses.
Fermé depuis le 1/1/2021.

## Origine du nom
Il porte le nom des abbesses de l'abbaye de Montmartre (édifiée au XIIe siècle) comme d'autres toponymes proches.

## Historique
À l'origine, il s'agit d'un jardin de plantes médicinales.